# George Barlow
George Herbert Barlow (Orrell, 19 settembre 1885 – Southport, 3 marzo 1921) è stato un calciatore inglese, di ruolo attaccante.

## Carriera

### Nazionale
Ha partecipato al 4º Torneo olimpico di calcio, nel quale ha vinto una medaglia d'oro..

## Palmarès

### Nazionale
- Oro olimpico: 1

Londra 1908